# Височанська сільська рада (Брусилівський район)
Височанська сільська рада (деколи — Висоцька сільська рада) — колишня адміністративно-територіальна одиниця та орган місцевого самоврядування в Ставищенському і Брусилівському районах Малинської, Білоцерківської округ, Київської та Житомирської областей УРСР з адміністративним центром у селі Високе.

## Населені пункти
Сільській раді на момент ліквідації були підпорядковані населені пункти:
- с. Високе

## Населення
Кількість населення сільської ради, станом на 1924 рік, становила 2 571 особу.
Відповідно до перепису населення СРСР, станом на 17 грудня 1926 року, чисельність населення ради становила 1 535 осіб, з них, за статтю: чоловіків — 730, жінок — 805; етнічний склад: українців — 1 517, росіян — 3, євреїв — 2, поляків — 2, інші — 6. Кількість господарств — 362, з них, неселянського типу — 26.

## Історія та адміністративний устрій
Створена 1923 року в с. Високе Ставищенської волості Радомисльського повіту Київської губернії. 16 січня 1923 року до складу ради включене с. Юзефівка ліквідованої Юзефівської сільської ради. Згодом Юзефівську сільську раду було відновлено. 7 березня 1923 року увійшла до складу новоствореного Ставищенського району Малинської округи. 13 березня 1925 року, відповідно до постанови ВУЦВК «Про поточний розподіл території зліквідованої території Малинської округи на Київщині між Київщиною й Волинню», Ставищенський район розформовано, сільську раду передано до складу Брусилівського району Білоцерківської округи.
Станом на 1 вересня 1946 року сільрада входила до складу Брусилівського району Житомирської області, на обліку в раді перебувало с. Високе.
11 серпня 1954 року, відповідно до указу Президії Верховної ради УРСР «Про укрупнення сільських рад по Житомирській області», сільську раду було ліквідовано, територію та с. Високе включено до складу Ставищенської сільської ради Брусилівського району Житомирської області.